# Hohbüel

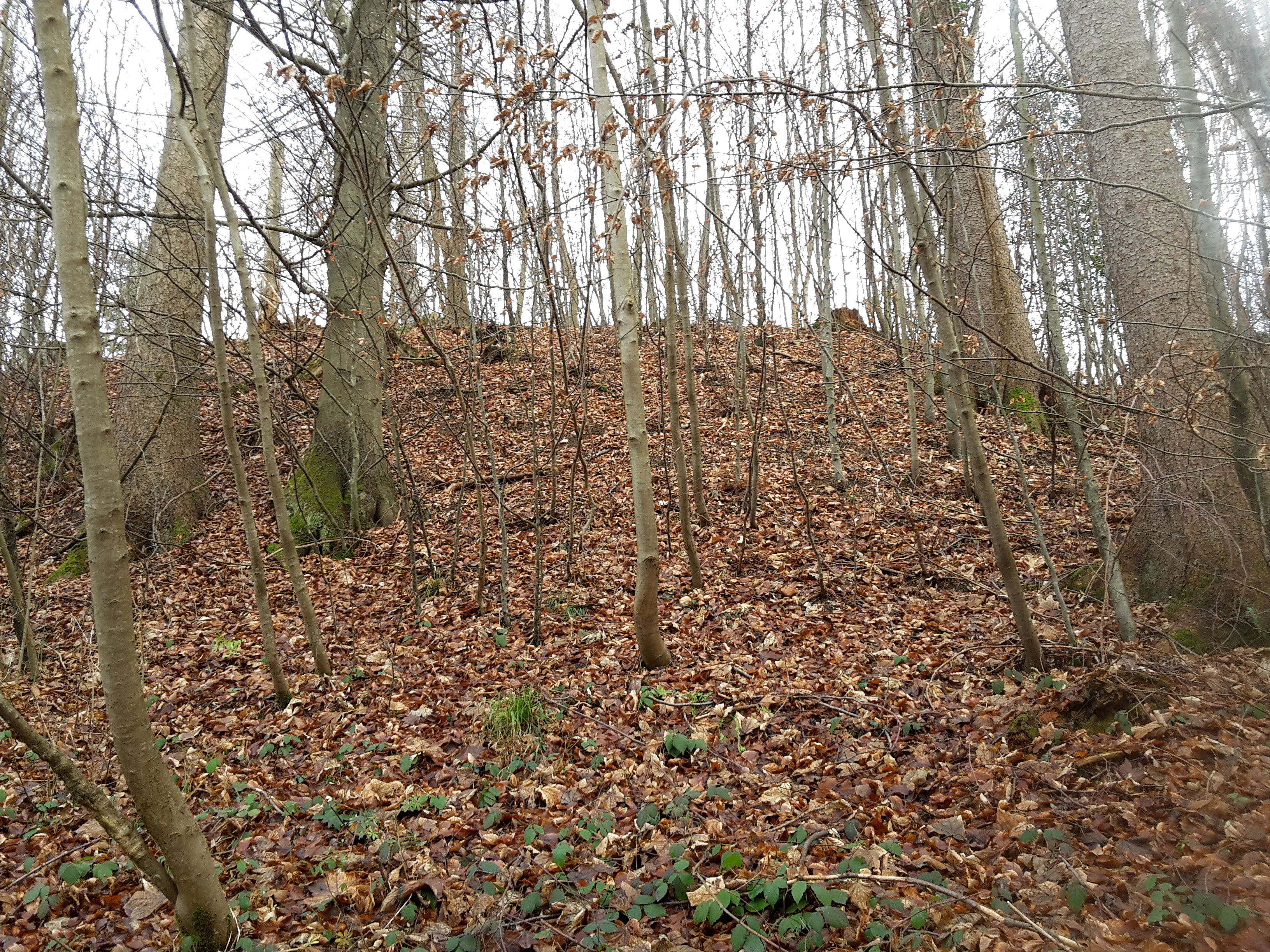
Gipfel des Hohbüels

Der Hohbüel (587 m ü. M.) ist ein bewaldeter Hügel im Kanton Zürich und die höchste Erhebung der Gemeinde Urdorf. Er erhebt sich über das Reppischtal und wird durch dieses vom 581 m ü. M. hohen Honeret getrennt. An seinem Westhang hat sich der Malefizgraben ein tiefes Tobel geschaffen.
Der Hügel wurde noch bis 1954 auf Karten als Hohlbühl bezeichnet. Das in der Schweiz weit verbreitete Suffix -büel bedeutet Hügel oder Anhöhe.
Geologisch gesehen gehört der Hohbüel zur Oberen Süsswassermolasse und besteht aus Mergel und Mergel-Sandstein.